# Gmina Arrën
Gmina Arrën (alb. Komuna Arrën) – gmina położona w północno-zachodniej części kraju. Administracyjnie należy do okręgu Kukës w obwodzie Kukës.  W 2011 roku populacja wynosiła 462 mieszkańców – 240 mężczyzn oraz 222 kobiety.
W skład gminy wchodzi pięć górskich miejscowości: Arrën, Arrëz, Barrë, Vërrijë, Tejmollë.